# 248 (число)
Вижте пояснителната страница за други значения на 248.
248 (двеста четиридесет и осем) е естествено, цяло число, следващо 247 и предхождащо 249.
Двеста четиридесет и осем с арабски цифри се записва „248“, а с римски – „CCXLVIII“. Числото 248 е съставено от три цифри от позиционните бройни системи – 2 (две), 4 (четири), 8 (осем).

## Общи сведения
- 248 е четно число.
- 248-ият ден от невисокосна година е 5 септември.
- 248 е година от Новата ера.